# Ernest Entwistle Cheesman
Ernest Entwistle Cheesman (21 de septiembre de 1898 Wood Green - 9 de enero de 1983 Weybridge) fue un botánico inglés, notable por su obra en la familia Musaceae.

## Biografía
Era hijo de Charles Cheesman y de Grace Lizzie Davies. En agosto de 1936 se casó con Ellen Elizabeth B. Weston (1892-1966).
En 1925 y 1937, Cheesman realizó recolecciones de especímenes botánicos en Trinidad y Tobago, trabajando además como profesor de botánica en el Imperial College of Tropical Agriculture, Trinidad y publicó en Flora of Trinidad and Tobago con Robert O. Williams en 1929. Se interesó en el cultivo de cacao, mientras en Trinidad, escribiendo un número de artículos sobre tal objeto.
Retornado a Inglaterra, trabajó en la taxonomía de las musáceas en los Royal Botanic Gardens, Kew durante los 1940s. Como resultado de sus estudios, revivió el género Ensete en 1947 (Kew Bull. 1947, 97), primero publicado en 1862 por Paul Fedorowitsch Horaninow (1796-1865), pero luego no se aceptó. Cheesman dejó en claro que no hay Musa salvajes nativas en África, solo Ensete, y tal Ensete es monocárpico, con grandes semillas y 9 cromosomas haploides.
En 1948, Cheesman señaló de los plátanos 

"Algunos botánicos han considerado las formas sin semillas, como la clasificación de las especies fértiles y han otorgado binomios latinos sobre ellos. Otros han preferido considerarlos como variedades de una mítica "especie" (generalmente llamada "Musa sapientum") que se supone que existe en algún lugar en estado salvaje y fértil ... Tales errores ... no son propias de este género "Musa", pero son inusualmente notable en este grupo". Dar una especie de semilla silvestre del estado de las subespecies de un cultivar de semillas es un buen ejemplo de la nomenclatura formal embrutecedora que ha tenido en la taxonomía.

## Algunas publicaciones
- robert orchard Williams, e.e. Cheesman. 1928a. Rubiales. Vol. 2, Parte 1 de Flora of Trinidad and Tobago. Editor G.P.O. 48 pp.

- e.e. Cheesman, robert orchard Williams. 1928b. Flora of Trinidad and Tobago. Vol. 1, Parte 1

- ---------------------. 1931 Banana breeding at the Imperial College of Tropical Agriculture - A progress report. Ed. H.M. Stationery Office in London. Volumen 47 de (Publications of the Empire Marketing Board), 40 pp.

- ---------------------. 1932 Genetic and cytological studies of Musa. I. Certain hybrids of the Gros Michel banana Journal of Genetics 26: 291-312

- ---------------------. 1935. The vegetative propagation of cocoa. Tropical Agriculture 12(9): 240-246

- ---------------------. 1936. The vegetative propagation of cocoa. VII.- Root systems of cuttings. Page 7, plates 3 & 4 in Fifth Annual Report on Cocoa Research 1935, Trinidad

- ---------------------. 1941. General notes on field experiments CRB1 to CRB6. Pages 4-11 in Tenth Annual Report on Cocoa Research 1940. Trinidad.

- ---------------------, frederick Hardy, josé concepción Gómez. 1947a. Cacao: Informes técnicos sobre algunos aspectos de la industria cacaotera en la República Dominicana. Ed. Junta Nacional de Alimentación y Agricultura. 107 pp.

- ---------------------. 1947b. Classification of the bananas. II. The genus Musa L. Kew Bulletin 2: 106-117

- ---------------------. 1948a. Classification of the bananas. III. Critical notes on species a. Musa balbisiana Colla. Kew Bulletin 3: 11-17

- ---------------------. 1948b. Classification of the bananas. III. Critical notes on species b. Musa acuminata Colla. Kew Bulletin 3: 17-28

- ----------------------. 1948c. Report on potentialities for the cultivation of cocoa in Malaya, Sarawak and North Borneo. Nº 230 de Colonial, Great Britain Colonial Office. Editor H.M.S.O. 44 pp.

- ----------------------. 1953. Polemoniales (pars), Boraginaceae, Convolvulaceae, Solanaceae. Vol. 2, Parte 4 de Flora of Trinidad and Tobago. Editor U.S. Gov. Printing Office, 84 pp.

- ----------------------. 1955. Lamiales: Myoporaceae. Vol. 2, Parte 6 de Flora of Trinidad and Tobago. Editor U.S. Gov. Printing Office, 436 pp.

## Honores

### Eponimia
- (Asclepiadaceae) Cynanchum cheesmanii Woodson[7]

- (Musaceae) Musa cheesmanii N.W.Simmonds.[7] Simmonds fue un investigador de los 1950s en Musaceae en el Imperial College Tropical Agriculture en Trinidad, donde estuvo Cheesman en los 1930s.[8]

- La abreviatura «Cheesman» se emplea para indicar a Ernest Entwistle Cheesman como autoridad en la descripción y clasificación científica de los vegetales.[9]